# Кюблис
Кюблис (нем. Küblis) — коммуна в Швейцарии, в кантоне Граубюнден. Входит в состав округа Преттигау-Давос. Официальный код — 3882.

## История
Коммуна впервые упоминается в письменных источниках в 1351 году как Cüblins. В 1389 году упоминается как Kúblis.

## География
Площадь коммуны составляет 8,14 км². 44 % территории составляют сельскохозяйственные угодья; 42,4 % — леса; 4,9 % — населённые пункты и дороги; оставшиеся 8,6 % — не используются (горы, ледники, реки).

## Население
Население коммуны по данным на 31 декабря 2012 года — 842 человека. По данным на 2008 год 15,4 % населения составляли иностранные граждане. По данным на 2000 год 93,5 % населения назвали родным языком немецкий; 2,7 % — албанский и 1,3 % — итальянский.
Гендерный состав населения (на 2000 год): 49,6 % — мужчины и 50,4 % — женщины. Возрастной состав населения: 15,4 % — младше 9 лет; 12,9 % — от 10 до 19 лет; 11,2 % — от 20 до 29 лет; 16,3 % — от 30 до 39 лет; 13,0 % — от 40 до 49 лет; 11,0 % — от 50 до 59 лет; 9,0 % — от 60 до 69 лет; 7,0 % — от 70 до 79 лет; 3,7 % — от 80 до 89 лет и 0,5 % — старше 90 лет.
Динамика численности населения по годам:
| 1850 | 1900 | 1950 | 2000 |
| ---- | ---- | ---- | ---- |
| 455  | 416  | 716  | 830  |